# Aéroport régional Mid Delta
Pour les articles homonymes, voir GLH.
L'aéroport régional Mid Delta (code IATA : GLH • code OACI : KGLH) est un aéroport civil situé dans le comté de Washington au Mississippi et desservant la ville de Greenville.
Avant son ouverture civile, il s'agissait d'une base aérienne militaire, la Greenville Air Force Base.